# Last Window : Le Secret de Cape West
Last Window : Le Secret de Cape West, également nommé au Japon Last Window: Mayonaka no Yakusoku (ラストウィンドウ 真夜中の約束, lit. "Last Window: La Promesse de minuit") est un jeu vidéo d'aventure en pointer-et-cliquer sorti en 2010. Le jeu a été développé par Cing et édité par Nintendo. Ce jeu est la suite de Hotel Dusk: Room 215 et se déroule un an après les évènements du premier opus. Ce titre reprend les graphismes et les effets sonores du premier jeu. Dans ce titre, le héros Kyle Hyde se retrouve dans la résidence Cape West à Los Angeles qui est sur le point d'être démolie, il devra y retrouver des indices sur la mort de son père, décédé 25 ans auparavant.

## Système de jeu
Comme pour Hotel Dusk: Room 215, la Nintendo DS se tient verticalement, à la façon d'un livre. L'innovation par rapport au titre précédent est que désormais, le joueur peut ignorer certains détails lors de ses interrogatoires. Cependant ignorer trop ou pas assez de détails peut nuire à la progression et entrainer un Game Over prématuré.
Les aventures de Kyle Hyde sont également retranscrites dans un roman présent dans le jeu, à chaque fois qu'un chapitre du jeu est terminé, il s'écrit dans le livre de Last Window. Le roman et l'histoire du jeu sont complémentaires et les choix que fait le joueur durant le jeu ont un impact sur le contenu du roman.

## Histoire
Kyle Hyde, jeune homme de 34 ans, est un ancien policier. Reconverti en représentant, il se fait finalement renvoyer par Ed, son patron, de la compagnie Red Crown. Pour ne rien arranger, Mme Patrice, propriétaire de la résidence dans laquelle Kyle habite, se voit forcée de la vendre pour des raisons personnelles. Intrigué, l'ancien policier décide, à la suite d'une mystérieuse lettre anonyme, de mener l'enquête afin de découvrir le "secret" de la résidence. Il ne tardera pas à s'apercevoir que l'immeuble et ses locataires cachent un passé aussi sombre que mystérieux...